# Boluan Fanzheng

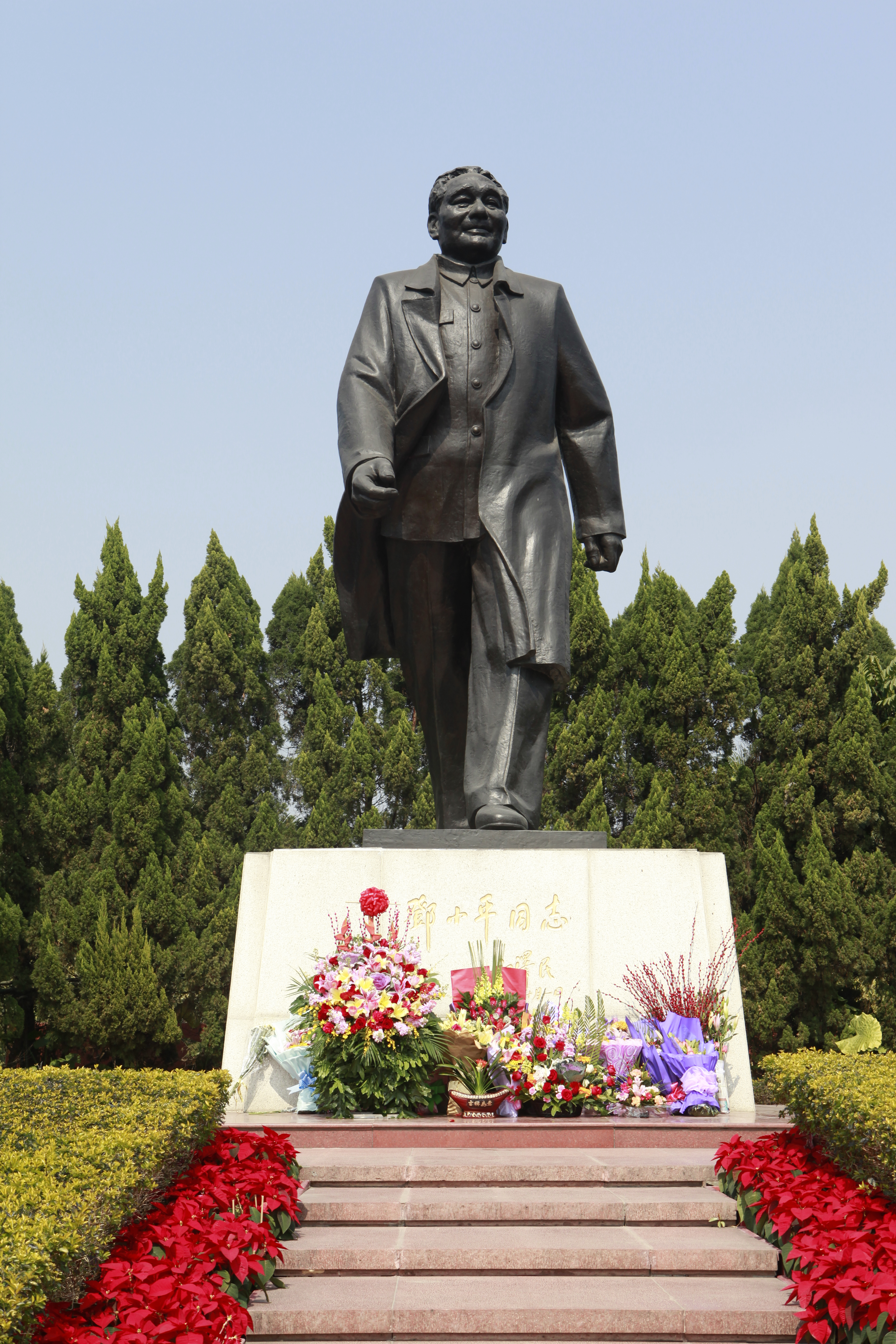
La statue de Deng Xiaoping au sommet du parc Lianhuashan à Shenzhen.

Boluan Fanzheng (chinois simplifié : 拨乱反正 ; chinois traditionnel : 撥亂反正), qui signifie littéralement « éliminer le chaos et revenir à la normale », a été une période de transition importante dans l'histoire de la république populaire de Chine,,,,, pendant laquelle Deng Xiaoping, le chef suprême de la Chine à l'époque, a dirigé un programme pour réparer les dommages causés par la révolution culturelle lancée par Mao Zedong,,,. Le programme « Boluan Fanzheng » a progressivement démantelé les politiques maoïstes associées à la Révolution culturelle, réhabilité des millions de victimes persécutées pendant la Révolution, lancé diverses réformes sociopolitiques et ramené le pays à l'ordre de manière systématique,,,,. Le programme a constitué le fondement du programme historique « Réforme et ouverture » lancé en décembre 1978,,,.
Deng a pu lancer le programme de Boluan Fanzheng avec l'aide de ses alliés tels que Hu Yaobang, qui est devenu plus tard le secrétaire général du Parti communiste chinois (PCC),,,,. En décembre 1978, lors de la 3e session plénière du 11e Comité central du PCC, Deng est devenu le chef suprême de la Chine. La période de Boluan Fanzheng a duré jusqu'au début des années 1980, après quoi l'objectif principal du PCC et du gouvernement chinois est passé de « luttes de classe » à « construction économique » et « modernisation »,,.

## Terminologie
« Boluan Fanzheng » (拨乱反正 / 撥亂反正) est à l'origine un proverbe chinois. « Boluan » signifie éliminer le chaos ou dissiper le chaos,. « Fanzheng » signifie rétablir l'ordre,.
Après la fin de la révolution culturelle en 1976, Deng Xiaoping a proposé pour la première fois l'idée de Boluan Fanzheng en septembre 1977,.

## Idéologie

### Débat sur les critères pour tester la vérité

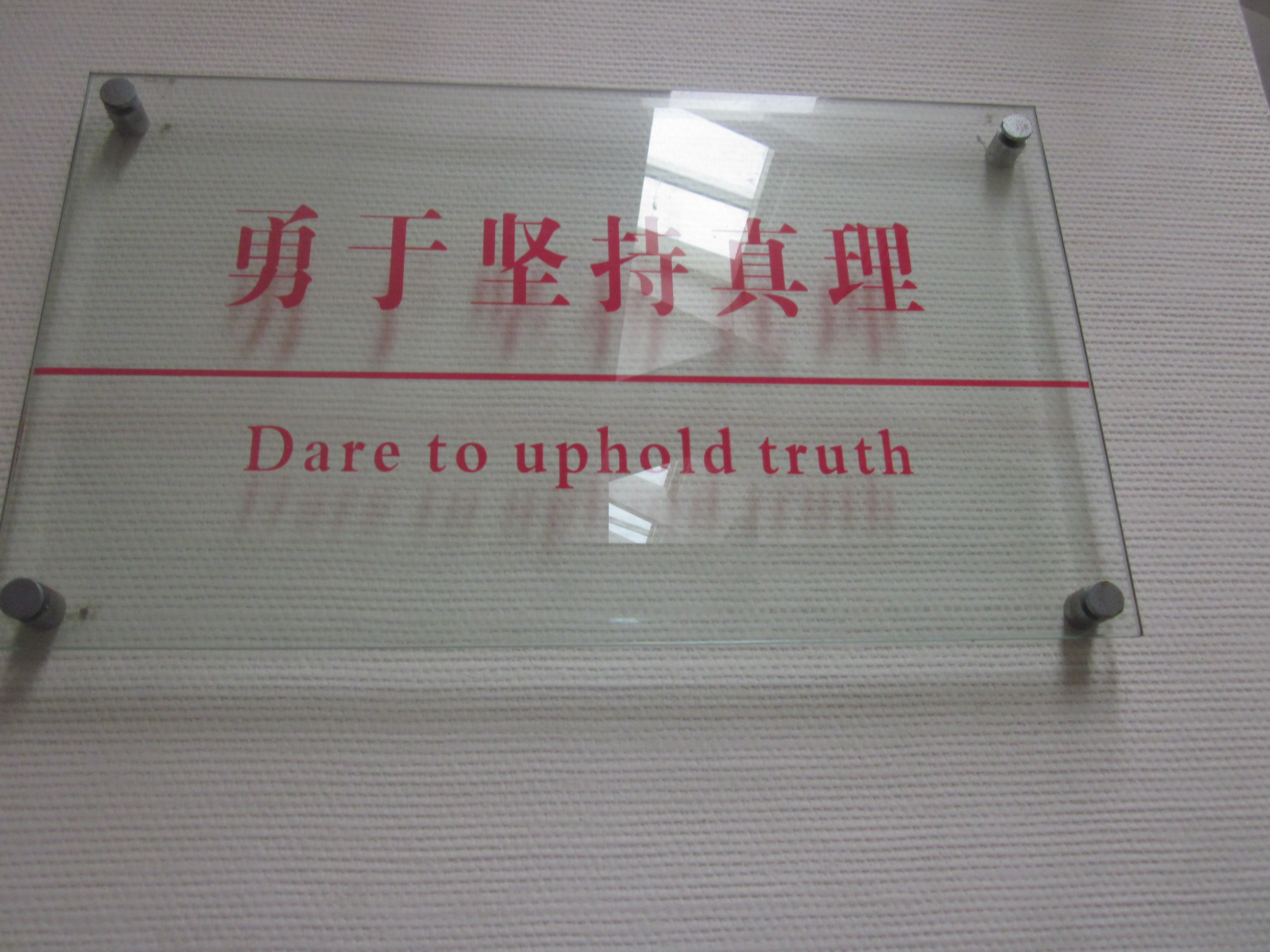
À l'intérieur de l'ancienne résidence de Hu Yaobang.

Après la mort de Mao Zedong en septembre 1976, Hua Guofeng a succédé à Mao pour devenir le nouveau président du parti communiste chinois et le président de la commission militaire centrale. Hua a en grande partie poursuivi les politiques maoïstes et a proposé les « deux quelles que soient (两个凡是) » : « Quoi que le président Mao ait dit, nous le dirons et quoi que le président Mao ait fait, nous le ferons »,.
En mai 1978, Deng Xiaoping avec Hu Yaobang et d'autres ont lancé un débat à grande échelle à travers la Chine, discutant des critères pour tester les vérités et critiquant les « deux quelles que soient (两个凡是) ». Deng ainsi que ses alliés ont soutenu l'idée que « la pratique est le seul critère pour tester la vérité », qui est apparue pour la première fois dans un article publié dans le Guangming Daily et a obtenu beaucoup de soutien de la société chinoise,,,. 
Le 13 décembre 1978, Deng a prononcé un discours lors de la cérémonie de clôture de la 3e session plénière du 11e comité central du PCC, au cours de laquelle il a remplacé Hua Guofeng pour devenir le nouveau chef suprême de la Chine,. Dans le discours intitulé « Émanciper nos esprits, rechercher la vérité à partir des faits et former un tout pour regarder vers l'avenir (解放思想，实事求是，团结一致向前看) », Deng exhorte le peuple chinois à rechercher la vérité des faits ; il souligne que si le Parti, la nation ou le peuple continuent à suivre les citations du président Mao Zedong avec un état d'esprit obstiné et une superstition aveugle, il n'ira jamais de l'avant et périra,,.

### Invalider la révolution culturelle

Hu Yaobang, alors secrétaire général du Parti communiste chinois, a aidé Deng Xiaoping à lancer « Boluan Fanzheng » et a été chargé par Deng de prendre en charge la réhabilitation de millions de victimes persécutées lors de la révolution culturelle.

Le 9 septembre 1976, Mao Zedong est décédé et le 6 octobre, Hua Guofeng avec Ye Jianying et Wang Dongxing ont arrêté le « Bande des Quatre », mettant fin à la révolution culturelle,. Du 20 novembre 1980 au 25 janvier 1981, un tribunal spécial de la Cour populaire suprême a jugé la Bande des Quatre et six autres personnes, annonçant finalement la peine de mort avec un sursis de deux ans pour Jiang Qing et Zhang Chunqiao, tandis que d'autres membres ont été condamnés à la réclusion à perpétuité ou à diverses peines de prison,.
Dans le même temps, à la fin des années 1970, Deng Xiaoping et ses alliés ont progressivement invalidé la ligne maoïste de luttes de classe continue et changé l'orientation du PCC et du gouvernement chinois vers la construction économique et la « modernisation »,,. En 1981, le Parti communiste chinois déclare que la révolution culturelle a été « responsable du revers le plus grave et des pertes les plus lourdes subies par le Parti, le pays et le peuple depuis la fondation de la république populaire de Chine ».

## Politique et droit

### Réhabilitation des victimes
Pendant la période de Boluan Fanzheng, le secrétaire général du Parti communiste chinois (PCC), Hu Yaobang, a été chargé par Deng Xiaoping de réhabiliter les victimes persécutées dans les « cas injustes, faux, erronés (冤假错案) » depuis la Campagne anti-droitiste en 1957,,. Quelques années après 1978, les victimes de plus de 3 millions de ces cas ont été réadaptées. Les victimes notables comprenaient :
- Liu Shaoqi, 2e président de la république populaire de Chine, persécuté à mort pendant la révolution culturelle ;
- Peng Dehuai, l'un des dix Marshalls de Chine (en) et le 1er ministre de la Défense nationale, qui ont été persécutés à mort pendant la Révolution culturelle ;
- He Long, l'un des dix Marshalls de Chine et vice-premier ministre de la république populaire de Chine, persécuté à mort pendant la révolution culturelle ;
- Xi Zhongxun, membre senior du PCC et père de Xi Jinping ;
- Bo Yibo, membre senior du PCC et père de Bo Xilai ;
- Tao Zhu, membre senior du PCC.

### La Constitution de la Chine

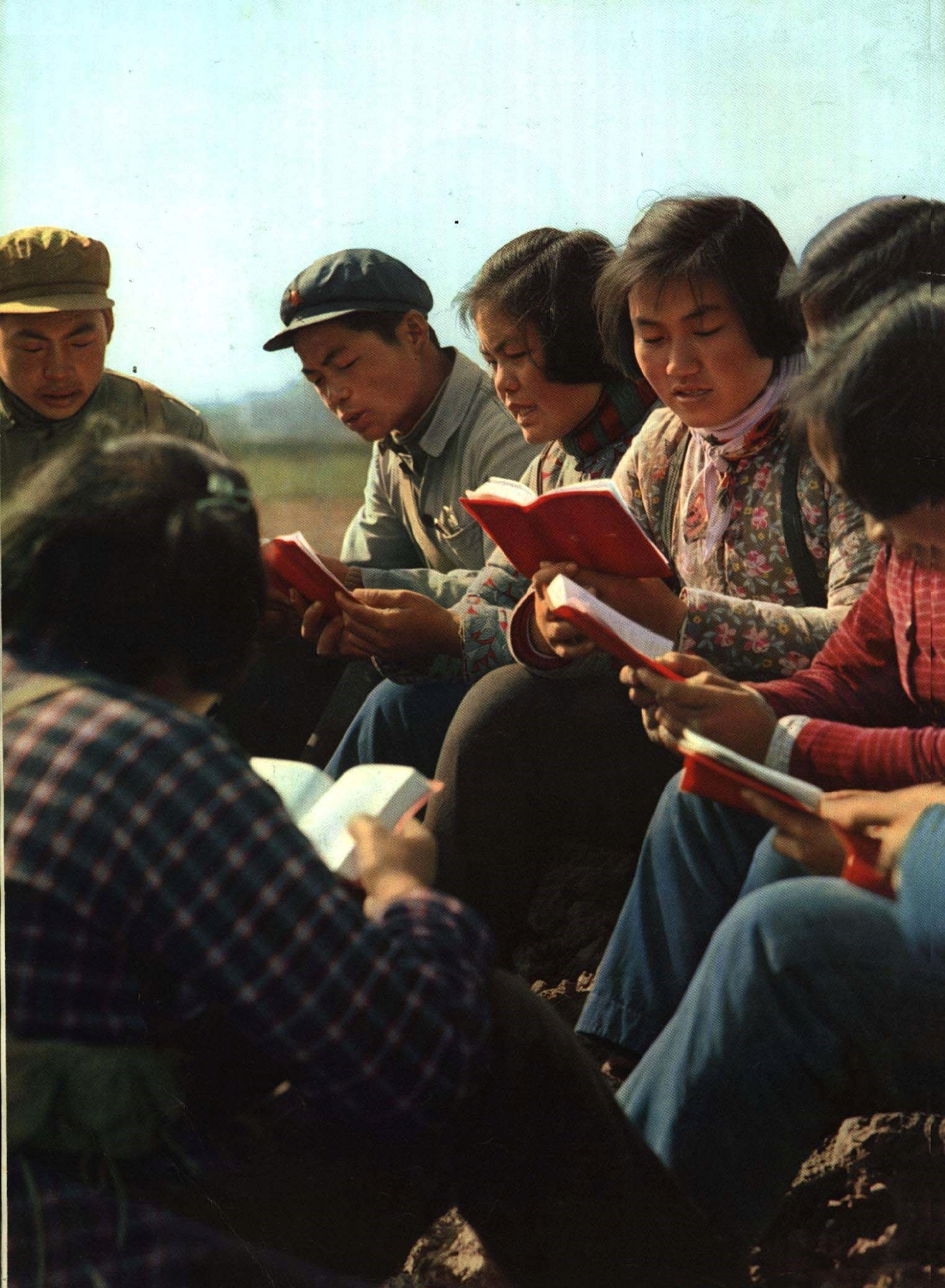
Pendant la Révolution culturelle, le « Petit Livre rouge » contenant les citations du président Mao Zedong était populaire et le culte de la personnalité de Mao Zedong a atteint son apogée. À l'époque, la Constitution et la règle de droit étaient largement ignorées.

La première constitution de la Chine est entrée en vigueur en 1954, connue sous le nom de « Constitution de 1954 ». Cependant, en 1958, Mao Zedong a préconisé la « primauté de l'homme » au lieu de la « primauté du droit »,.
Pendant la révolution culturelle, la Constitution chinoise a été révisée en 1975 et la deuxième constitution, connue sous le nom de « Constitution de 1975 », a absorbé le maoïsme ainsi que la direction absolue du PCC dans son contenu, tout en annulant des postes tels que président et vice-président de la république populaire de Chine,,.
Après la Révolution culturelle, conformément aux directives des « deux quelles que soient » de Hua Guofeng, une troisième constitution, connue sous le nom de « Constitution de 1978 », a été publiée en 1978. Bien que certaines des expressions associées à la révolution culturelle aient été supprimées, l'essentiel de la Constitution de 1975 a été conservé, en particulier le « rôle dirigeant du PCC ».
Pendant la période de Boluan Fanzheng, Deng Xiaoping prononce un discours intitulé « Sur la réforme du système de direction des partis et des États (党和国家领导制度改革) » le 18 août 1980, déclarant à l'Assemblée nationale populaire que la Chine avait besoin réformes politiques et une révision systématique de sa Constitution,. Il souligne que la Constitution doit pouvoir protéger les droits civiques des citoyens chinois et refléter le principe de la séparation des pouvoirs,. Il préconise également « un homme, une voix » parmi les dirigeants pour éviter la dictature du secrétaire général du PCC. En décembre 1982, la cinquième Constitution de la Chine, connue sous le nom de « Constitution de 1982 », est adoptée par la 5e Assemblée nationale populaire. L'essentiel de son contenu est toujours en vigueur à ce jour,,. 
Dans cette constitution, les mentions comme « la révolution continue sous la dictature du prolétariat » ont été supprimées ; les descriptions de l'organisation du parti communiste chinois ont été exclues ; la déclaration que « le pays est dirigé par le parti communiste chinois » a été supprimée (une action initiée par Xi Jinping en 2018) ; la déclaration que « tous organes de l'État, forces armées, partis politiques, organisations publiques et entreprises doivent respecter la constitution et la loi » a été ajoutée ; les positions de Président de la république populaire de Chine et Vice-président de la république populaire de Chine ont été établies, avec une limite de deux mandats consécutifs, chacune ne durant pas plus de cinq ans (ces limites sont supprimées par Xi Jinping en 2018).

## Universitaires et éducation

### Scientifiques et intellectuels

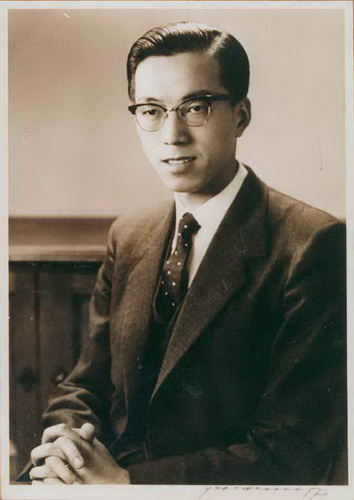
Yao Tongbin, éminent spécialiste chinois des missiles qui a été battu à mort pendant la révolution culturelle, est reconnu comme un « martyr (烈士) » pendant la période Boluan Fanzheng.

Pendant la révolution culturelle, les universitaires et les intellectuels étaient considérés comme le « vieux neuvième puant » et étaient largement persécutés. Parmi les universitaires, scientifiques et éducateurs qui sont décédés, notons Xiong Qinglai, Jian Bozan, Lao She, Tian Han, Fu Lei, Wu Han, Rao Yutai, Wu Dingliang, Yao Tongbin et Zhao Jiuzhang. En 1968, parmi les 171 membres supérieurs qui travaillaient au siège de l'Académie chinoise des sciences à Pékin, 131 étaient persécutés, et parmi tous les membres de l'académie en Chine, 229 étaient persécutés à mort. En septembre 1971, plus de 4 000 membres du personnel du centre nucléaire chinois de Qinghai étaient persécutés ; plus de 310 d'entre eux étaient handicapés de façon permanente, plus de 40 personnes se sont suicidées et cinq ont été exécutées.
Dans la période de Boluan Fanzheng, Deng Xiaoping lui-même était chargé de la réhabilitation des scientifiques et intellectuels persécutés pendant la Révolution culturelle. En mars 1978, Deng souligne lors de la Conférence scientifique nationale que les intellectuels font partie de la « classe ouvrière » et que le cœur de la modernisation est la modernisation de la science et de la technologie,,. Il souligne également plus tard que les connaissances et les personnes talentueuses doivent être respectées et que les idées fausses telles que les intellectuels irrespectueux doivent être combattues,. L'une de ses déclarations notables est que « les sciences et technologies sont les principales forces productives ».
Depuis la période Boluan Fanzheng, divers nouveaux genres littéraires ont vu le jour, notamment la « littérature cicatricielle » et la « littérature contemplative (反思文学) ».

### Système éducatif
Le système éducatif chinois a été sérieusement interrompu pendant la révolution culturelle. Dans les premiers mois de la révolution culturelle, les écoles et les universités ont été fermées. Les examens d'entrée à l'université ont été annulés après 1966, pour être remplacés plus tard par un système selon lequel les étudiants étaient recommandés par les usines, les villages et les unités militaires. En 1968, le Parti communiste a lancé le « mouvement d'envoi des zhiqing à la campagne », dans lequel plus de 10 millions de jeunes (« zhishi qingnian » ou simplement « zhiqing ») dans les zones urbaines ont été envoyés vivre et travailler dans des zones agraires pour être éduqué par la paysannerie.
En 1977, Deng Xiaoping a restauré l'examen d'entrée à l'université (Gaokao) après une interruption de dix ans, rétablissant le système d'enseignement supérieur en Chine et changeant la vie de dizaines de millions de personnes,,. Deng considérait la science et l'éducation comme les fondements des « Quatre Modernisations ». Un système d'enseignement obligatoire a été proposé pendant la période de Boluan Fanzheng, et avec le soutien de Deng et d'autres, l'enseignement obligatoire a été inscrit dans la « Constitution de 1982 » ; l'enseignement obligatoire de neuf ans en Chine a finalement été établi en 1986 en vertu de la loi (« Loi sur l'enseignement obligatoire de neuf ans »),. En 1985, sous la recommandation de Zhao Ziyang, alors Premier ministre de la république populaire de Chine, l'Assemblée nationale populaire désigne le « 10 septembre » comme la Fête des professeurs.

## Controverses

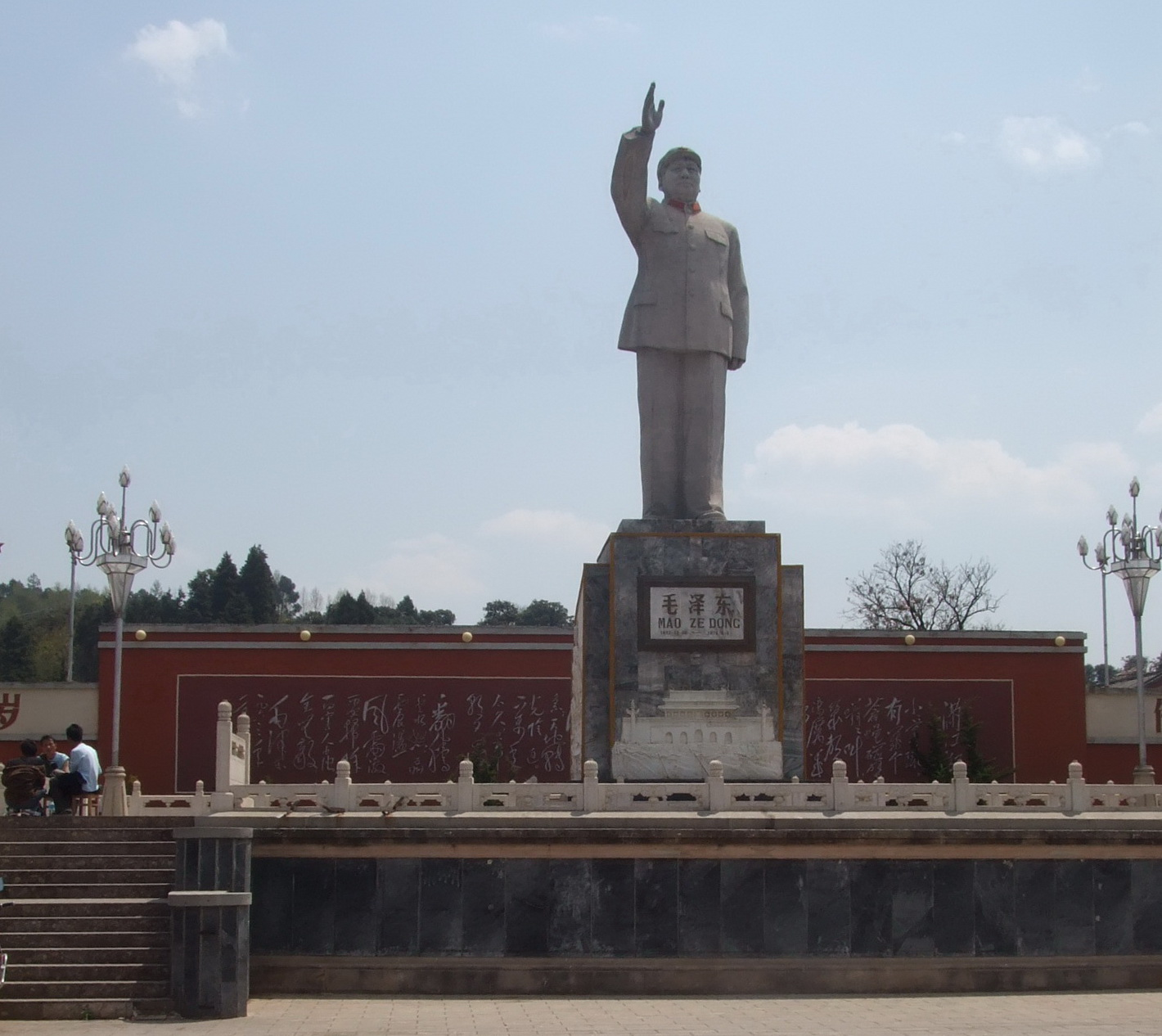
La statue de Mao Zedong construite pendant la Révolution culturelle est encore visible aujourd'hui en Chine continentale. L'image montre une telle statue dans la province du Yunnan, où des dizaines de milliers de personnes sont mortes lors des massacres de la révolution culturelle,.

Il y a également eu quelques controverses durant la période de Boluan Fanzheng. Pour des exemples, opinions et évaluations divergentes de Mao Zedong,, l'inclusion des « Quatre Principes Fondamentaux » dans la Constitution chinoise afin de maintenir l'État à parti unique en Chine,,,, ainsi que les controverses juridiques selon lesquelles de nombreux dirigeants et auteurs des massacres de la révolution culturelle n'ont reçu que peu ou pas de sanctions.
Le Parti communiste n'a pas entièrement déclassifié les documents liés à la révolution culturelle et restreint les études universitaires et le débat public sur la révolution dans la société chinoise,,,,,. 
De plus, après que Xi Jinping a réussi à devenir secrétaire général du Parti communiste chinois en 2012, certaines des réformes effectuées pendant la période de Boluan Fanzheng ont été progressivement inversées, suscitant les inquiétudes d'une nouvelle révolution culturelle,,,.